# Rzeka Miedziana
Rzeka Miedziana (ang. Copper River) – rzeka w Stanach Zjednoczonych, w południowo-wschodniej części Alaski, w okręgu Valdez–Cordova. Długość rzeki wynosi około 400 km.
Rzeka wypływa z lodowca Copper Glacier, na północnym zboczu Góry Wrangla. W górnym biegu płynie w kierunku północnym, następnie szerokim łukiem skręca na zachód, południowy zachód i południowy wschód. W dolnym biegu ostatecznie zwraca się na południe. Uchodzi do zatoki Alaska, tworząc deltę.
Na znacznej długości wyznacza zachodnią granicę Parku Narodowego Wrangla-Świętego Eliasza, na terenie którego ma swoje źródło.
Ukryta kolonia lęgowa odnaleziona w systemie Rzeki Miedzianej umożliwiła odbudowę populacji wymierających łabędzi trąbiących, największych blaszkodziobych świata.